# Asteroidförsvar

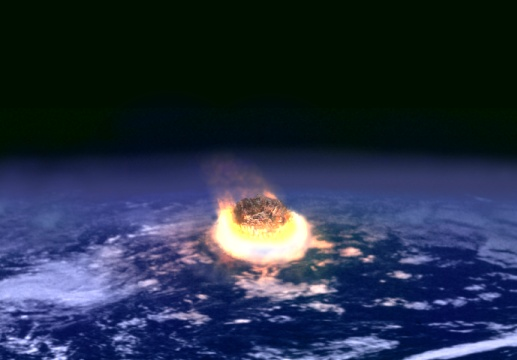
En konstnärs föreställning av hur en asteroid med några kilometers diameter slår ned på jorden. Energin som frigörs skulle motsvara detoneringen av miljontals atombomber.

Asteroidförsvar är människans planer på att hindra att Jorden krockar med en asteroid.

## Tidigare nedslag

### 65 miljoner år sedan
En asteroid med en diameter på ungefär 10 kilometer slår ner i nuvarande Mexiko och många tror att detta utplånade dinosaurerna.

### 1908 Tunguska, Sibirien
Huvudartikel: Tunguska-händelsen
I Tunguska, Sibirien, Ryssland inträffade den största kända kollisionen mellan jorden och en annan himlakropp under de senaste 100 000 åren. Händelsen ägde rum den 30 juni 1908 kl. 7:15 över taigan vid floden Steniga Tunguska i Ryssland då en meteorit – en asteroid eller en komet – med en diameter på någonstans mellan 60 och 1 200 m, ödelade drygt 2 000 km² skogsmark.

## Nära missar

### 1972 Jordens atmosfär
En asteroid med en diameter på 100 meter reflekteras av jordens atmosfär.

### 1989
Den 23 mars 1989 missar Apollo asteroiden 4581 Asclepius, med en diameter på 300 meter, jorden med endast 700 000 kilometer. Den passerar rakt igenom den plats jorden befunnit sig på endast sex timmar tidigare. Om asteroiden hade slagit ner hade den orsakat den största explosionen på tusentals år.

### 2002 1/3 av Månens avstånd
En asteroid stor som en fotbollsplan missar Jorden med 120,700 kilometer i juni 2002. Den upptäcktes först strax efter den varit som närmast Jorden.

## Möjliga framtida nedslag

### 2029 nära miss
99942 Apophis är ungefär 270 meter och fredagen den 13 april 2029, kommer den att passera jorden på sex jordradiers avstånd. Risken för ett nedslag har reviderats till noll. Det finns däremot en mycket liten möjlighet att den träffar jorden vid en senare passage, år 2036, på grund av jordens modifikation av asteroidens bana vid 2029 års nära passage. NASA och ESA har börjat planera för att märka asteroiden, för att bättre kunna hålla koll på den.

## Fiktion
- Armageddon (film)
- Deep Impact (film)
- Melancholia

### Fotnoter
1. ↑  Edward Tagliaferri (1998). Observation of Meteoroid Impacts by Space-Based Sensors Arkiverad 20 oktober 2007 hämtat från the Wayback Machine. Astronomical Society of the Pacific. Läst 2008-06-18.